# Araneus ocellatulus
Araneus ocellatulus este o specie de păianjeni din genul Araneus, familia Araneidae. A fost descrisă pentru prima dată de Roewer în anul 1942.
Este endemică în Guatemala. Conform Catalogue of Life specia Araneus ocellatulus nu are subspecii cunoscute.